# Alejandro Palacio
Alejandro Manuel Palacio Zawady (Santa Marta, 5 de junio de 1985), conocido también por el apodo Alejo, es un cantautor de vallenato, actor y presentador de televisión colombiano de ascendencia Libanesa 
.

## Biografía
Alejandro Manuel Palacio Zawady nació el 5 de junio de 1985. A los 8 años ya tocaba la guitarra, y comenzó a participar en diferentes festivales íntercolegiales de música, cantando sus primeras canciones y demostrando la calidad de sus cuerdas vocales. A los 11 años comenzó sus clases de vocalización y solfeo con la profesora canadiense Judith Brassard (otrora corista de la famosa cantante Celine Dion), quien durante 5 años formalizó su talento. Su inclinación por la música siempre fue evidente, pero fue hasta los 17 años que tomó la decisión de dedicarse de lleno a esta profesión, decidiendo viajar a Estados Unidos en busca de un futuro musical.
En Miami, Alejandro participó en el certamen musical Live! With Gaitán Bross, organizado por los hermanos Gaitán, prestigiosos productores musicales de origen panameño que han trabajado de la mano de Emilio Estefan en importantes proyectos musicales con grandes figuras de la música latina, tales como Marc Anthony, Paulina Rubio, Jon Secada, Carlos Vives, Ricky Martin, Eddy Herrera y Thalía, entre otros.
A los 19 años de edad se mudó a Nueva York, donde fue apadrinado por el empresario Luis Carlos Jaramillo; además, fue contactado por Israel Romero (director del Binomio de Oro de América), quien reconoció el talento del cantante y lo invitó a formar parte de la agrupación musical de mayor trayectoria en el país, el Binomio de Oro de América. Durante cuatro años, Alejandro realizó una destacada participación en esta agrupación, demostrando su talento y profesionalismo en cada una de sus presentaciones, convirtiéndose en la conexión de la Universidad del Vallenato con la nueva generación, como fue considerado por los críticos en ese momento.

## Carrera
Ha consolidado importantes logros como el galardón de "Mejor Artista Vallenato" en la Feria de Cali 2005, y el mayor reconocimiento en toda la historia del grupo como lo son las nominaciones, durante dos años consecutivos, a los premios Grammy en la categoría Vallenato-Cumbia, con los trabajos discográficos Grafiti de Amor e Impredecible. Asimismo, canciones de su autoría como Jamás Imaginé, Impredecible, Diferente a las demás y No importa estuvieron por varias semanas en los primeros lugares de sintonía en las principales estaciones de radio, no sólo de Colombia, sino de toda Latinoamérica, convirtiéndolo en un ídolo internacional.
A comienzos de 2009 creó su propio proyecto musical, Vallenato Futurista, con una propuesta de ideas, conceptos y sonidos nuevos, planteando el vallenato con un estilo propio, joven y vanguardista, sin perder la esencia del género.
Al grabar su primer trabajo discográfico como solista, titulado Condenado a Quererte, dio muestra de sus capacidades como compositor, arreglista y cantante, especialmente con su sencillo Contenido Original. Sus inquietudes musicales no cesaron, y en 2010 sorprendió gratamente a su público lanzando su segundo sencillo con la canción Llora y Me Llama, con la cual consolidó su propuesta y se abrió campo en nuevos mercados. En este trabajo también se incluyen buenas canciones como La Exclusiva, Tú me encantas, Si se puede bien, Te quiero así y Mi Chivita de Amor, entre otras.
Ha tenido destacada apariciones, tanto con el Binomio de Oro como en su etapa de solista, en el programa musical El show de las estrellas, el mismo en el que debutó Rafael Orozco con el Binomio de Oro, a quien Alejandro representa en la telenovela Rafael Orozco, el ídolo.
El artista acompaña su actividad musical con el oficio de la actuación. Ha trabajado en éxitos televisivos como Oye Bonita, Tierra de Cantores y el reality show Angelitos de Canal Caracol, con el que fue nominado a los premios SAYCO como Cantautor Revelación del Año con su exitosa obra Contenido Original. Fue escogido entre "Los 60 más bellos del país" por la prestigiosa revista TVyNovelas durante 2 años consecutivos, convirtiéndolo en una reconocida estrella dentro del panorama de la música latinoamericana.
A pesar de sus giras y compromisos laborales, Alejandro se mantiene como un hombre sencillo y servicial, interesado por la lectura y el cine, y dedica su tiempo libre a su esposa, sus hijos, la familia y amistades.

## Filmografía

### Televisión
| Año       | Título                           | Personaje                                          | Canal              |
| --------- | -------------------------------- | -------------------------------------------------- | ------------------ |
| 2018      | Nadie me quita lo bailao         | Sandro                                             | Canal RCN          |
| 2015      | Diomedes, el Cacique de La Junta | Don Alejo                                          | Canal RCN          |
| 2013      | Amo de casa                      | Miguel                                             | Canal RCN          |
| 2012-2013 | Rafael Orozco, el ídolo          | Rafael Orozco Maestre                              | Caracol Televisión |
| 2012-2013 | ¿Dónde Carajos esta Umaña?       | Fernando 'Cabo' Payares                            | Caracol Televisión |
| 2011      | El Joe, la leyenda               | Pepe Lara                                          | Canal RCN          |
| 2010      | Tierra de cantores               | Abel Moscote / Emiliano Valencia                   | Caracol Televisión |
| 2008-2010 | Oye bonita                       | Manuel Gustavo 'Mañe' Isaza Murgas 'El Duro Isaza' | Caracol Televisión |

## Reality
| Año  | Título                   | Personaje    | Canal              |
| ---- | ------------------------ | ------------ | ------------------ |
| 2021 | Talento Caribe Show Kids | Jurado       | Telecaribe         |
| 2019 | La voz kids 4            | Presentador  | Caracol Televisión |
| 2018 | La voz kids 3            | Presentador  | Caracol Televisión |
| 2015 | La voz kids 2            | Presentador  | Caracol Televisión |
| 2014 | La voz kids              | Presentador  | Caracol Televisión |
| 2014 | Aguinaldos en TV         | Presentador  | Caracol Televisión |
| 2013 | La Voz Colombia 2        | Presentador  | Caracol Televisión |
| 2013 | Premios TVyNovelas       | Presentador  | Caracol Televisión |
| 2013 | Sábados felices          | Participante | Caracol Televisión |

## Cine
| Año  | Título                   | Personaje | Nota                     |
| ---- | ------------------------ | --------- | ------------------------ |
| 2018 | El que se enamora pierde |           | Director Fernando Ayllón |

## Discografía

### El Binomio de Oro de América
Israel Romero, Marcos Bedoya, Jean Carlos Centeno & Alejandro Palacio
- 2005: Grafitti de amor
- 2004: En todo su esplendor

### El Binomio de Oro de América, "La U del Vallenato"
Israel Romero, Marcos Bedoya, Orlando Acosta, Didier Moreno & Alejandro Palacio
- 2006: Impredecible

### Solista

#### Alejandro Palacio y Óscar Bonilla
- 2010: Condenado A Quererte

#### Alejandro Palacio y Julián Rojas
- 2013: La voz del ídolo

## Premios y nominaciones

### Premios TVyNovelas (Colombia)|Premios TVynovelas
| Año  | Categoría                                         | Telenovela, Serie o Programa | Resultado |
| ---- | ------------------------------------------------- | ---------------------------- | --------- |
| 2015 | Mejor presentador/presentadora de entretenimiento | La voz kids                  | Nominado  |
| 2013 | Mejor actor protagónico de telenovela             | Rafael Orozco, el ídolo      | Ganador   |
| 2011 | Mejor actor protagónico de serie                  | Tierra de cantores           | Nominado  |

### Premios India Catalina
| Año  | Categoría                             | Telenovela o Serie      | Resultado |
| ---- | ------------------------------------- | ----------------------- | --------- |
| 2013 | Mejor actor protagónico de telenovela | Rafael Orozco, el ídolo | Ganador   |
| 2011 | Mejor actor protagónico de telenovela | Tierra de cantores      | Nominado  |

### Premios Talento Caracol
| Año  | Categoría                            | Telenovela, Serie o Programa | Resultado |
| ---- | ------------------------------------ | ---------------------------- | --------- |
| 2015 | Mejor presentador de entretenimiento | La voz kids                  | Ganador   |
| 2014 | Mejor presentador de entretenimiento | La Voz Colombia 2            | Nominado  |
| 2014 | Mejor actor                          | Rafael Orozco, el ídolo      | Nominado  |